# 고슴도치과
고슴도치과(학명: Erinaceidae)는 포유 동물의 한 부류로 진무맹장목에 속한다. 최근까지 고슴도치목의 유일한 과로 분류했다. 한때 식충목에 속하는 것으로 알려졌으나, 식충목은 다계통군으로 밝혀져 이제는 쓰이지 않는다. 한반도에 서식하는 고슴도치(Erinaceus amurensis)를 포함한다. 12속 43종이 기록되어 있으며, 10속 24종이 현존한다.

## 하위 분류
- 고슴도치아과 (Erinaceinae)
  - † Amphechinus
  - 아프리카고슴도치속 (Atelerix)
  - 고슴도치속 (Erinaceus)
  - 긴귀고슴도치속 (Hemiechinus)
  - 메세키누스속 (Mesechinus)
  - 파라이키누스속 (Paraechinus)
- 털고슴도치아과 (Galericinae)
  - † Deinogalerix
  - 문랫속 (Echinosorex)
  - 힐로미스속 (Hylomys)
  - 하이난털고슴도치속 (Neohylomys)
  - 땃쥐털고슴도치속 또는 네오테트라쿠스속 (Neotetracus)
  - 포도김누라속 (Podogymnura)

## 계통 분류
다음은 진무맹장류의 계통 분류이다.

|  | † Nesophontidae |
|  |                 |
|  | 솔레노돈과      |
|  |                 |

|  | 두더지과                                              |
|  |                                                       |
|  | \| \| 땃쥐과 \| \| \| \| \| \| 고슴도치과 \| \| \| \| |
|  |                                                       |
|  | 땃쥐과                                                |
|  |                                                       |
|  | 고슴도치과                                            |
|  |                                                       |

|  | 땃쥐과     |
|  |            |
|  | 고슴도치과 |
|  |            |

|  | † Nesophontidae |
|  |                 |
|  | 솔레노돈과      |
|  |                 |

|  | 두더지과                                              |
|  |                                                       |
|  | \| \| 땃쥐과 \| \| \| \| \| \| 고슴도치과 \| \| \| \| |
|  |                                                       |
|  | 땃쥐과                                                |
|  |                                                       |
|  | 고슴도치과                                            |
|  |                                                       |

|  | 땃쥐과     |
|  |            |
|  | 고슴도치과 |
|  |            |